# كوليت بيكار
كوليت بيكار (بالفرنسية: Colette Picard)‏ هي مؤرخة فرنسية، ولدت في 1913، وتوفيت في 11 أكتوبر 1999.